# مکس دیوانه (موسیقی متن)
«ممکس دیوانه: موسیقی متن اصلی » (انگلیسی: Mad Max (Original Motion Picture Soundtrack)) آلبومی از هنرمند اهل استرالیا برایان می است که در سال ۱۹۷۹ میلادی برای فیلم مکس دیوانه، به کارگردانی جرج میلر ساخته شد. این اثر نخستین بار در ۱۹۸۰ میلادی در ایالات متحده آمریکا توسط وارز ساراباند بر روی صفحه گرامافون عرضه  و سپس در  ۲۶ اکتبر ۱۹۹۳ بر روس سی‌دی منتشر شد.